# ثنائية المسكن

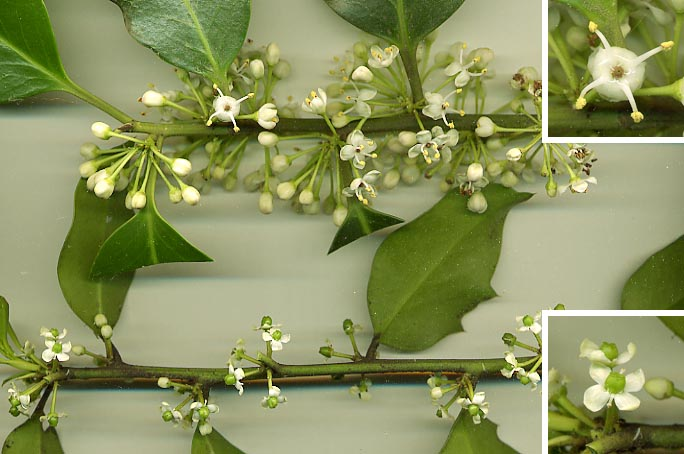

ثُنائية المَسكَن أو انفِصال الجِنس (بالإنجليزية: Dioecy)‏ هي سِمة مِن سمات الأنواع، وَيُقصد بِها وجود فرد ذكر وَفَرد أُنثى من الكائنات أو أنها تُوجد على شكل مُستعمرات (المستعمرة تحوي أحد الجنسين فقط إما ذكور أو إناث)، وتتكاثر عن طريق التكاثر المُنحدر من الوالدين.
من الأمثلة على النباتات ثُنائية المسكن: البطم العدسي وَالنخل وَالفستق الحلبي.